# 藤枝総合運動公園
藤枝総合運動公園（ふじえだそうごううんどうこうえん）は静岡県藤枝市原100番地にある藤枝市所管の都市公園（運動公園）。指定管理者として藤枝市サッカー協会グループが運営に当たっている。
2002 FIFAワールドカップ日韓大会でのキャンプ地としての活用（セネガル代表が事前キャンプ地として使用）ならびに2003年に開催された第58回国民体育大会（NEW!!わかふじ国体）の会場利用を念頭に整備の始まった施設群で、2001年（平成13年）に都市基盤整備公団（現・都市再生機構）が藤枝市からの委託を受けて整備した。起伏に富んだ地形を活かした施設配置に特色を持つ。

## 施設
- サッカー場（当該項詳述参照）
- 陸上競技場
  - 日本陸上競技連盟第4種公認競技場
  - 敷地22000㎡・建築面積1001㎡
  - 陸上用トラック1周400m×8レーン（全天候型）
  - 天然芝フィールド（8000㎡　サッカー場の補助グラウンドとしても使用可能）
  - 芝生席3000人収容
- 多目的広場
  - 敷地16800㎡
  - 人工芝グラウンドとクレー（土）グラウンドの2面がある。
  - サッカー・ラグビー用であれば1面、フットサルであれば2面利用可能
- 野球場
  - 硬式・軟式・ソフトボールに対応
  - 照明塔なし
  - 両翼97.6m・中堅122m
  - 全面クレーグラウンド
  - LED方式の電光掲示板、450人収容の簡易スタンド、ダッグアウトあり
- グラウンドゴルフコース
  - 敷地6000㎡
  - 10ホール×2コース
- スケートボードパーク
  - 敷地1190㎡
  - Aセクション：ハーフパイプコース
  - Bセクション：キッカーなど
- 展望台・展望広場

## 交通アクセス
出典；
公共交通機関
JR東海道線 藤枝駅から藤枝市自主運行バス「藤枝駅・ゆらく線」で藤枝総合運動公園入口下車徒歩10分
自家用車
国道1号藤枝バイパス 谷稲葉ICから5分
東名高速道路 焼津ICから20分
新東名高速道路 藤枝岡部ICから15分